# Liste des régions du Chili par indice de développement humain
Cette liste présente les régions du Chili triées selon leur indice de développement humain.

## Liste des régions
| Rang       | Région              | Capitale          | IDH 2018 | Population | Pays comparable   |
| ---------- | ------------------- | ----------------- | -------- | ---------- | ----------------- |
| Très élevé |                     |                   |          |            |                   |
| 1er        | Santiago            | Santiago de Chili | 0,864    | 7 112 808  | Portugal (0,864)  |
| 2e         | Tarapacá            | Iquique           | 0,862    | 330 558    | Slovaquie (0,860) |
| 2e         | Arica et Parinacota | Arica             | 0,862    | 226 068    | Slovaquie (0,860) |
| 4e         | Antofagasta         | Antofagasta       | 0,860    | 607 534    | Slovaquie (0,860) |
| 5e         | Valparaíso          | Valparaíso        | 0,848    | 1 815 902  | Qatar (0,848)     |
| 6e         | Magallanes          | Punta Arenas      | 0,845    | 166 533    | Argentine (0,845) |
| 7e         | Atacama             | Copiapó           | 0,836    | 286 168    | Brunei (0,838)    |
| 8e         | Coquimbo            | La Serena         | 0,811    | 757 586    | Géorgie (0,812)   |
| 9e         | Ñuble               | Chillán           | 0,808    | 480 609    | Serbie (0,806)    |
| 9e         | Biobío              | Concepción        | 0,808    | 1 556 805  | Serbie (0,806)    |
| 11e        | O'Higgins           | Rancagua          | 0,802    | 914 555    | Maurice (0,804)   |
| Élevé      |                     |                   |          |            |                   |
| 12e        | Aysén               | Coyhaique         | 0,790    | 103 158    | Albanie (0,795)   |
| 13e        | Des Fleuves         | Valdivia          | 0,778    | 384 837    | Ukraine (0,779)   |
| 13e        | Des Lacs            | Puerto Montt      | 0,778    | 828 708    | Ukraine (0,779)   |
| 15e        | Maule               | Talca             | 0,774    | 1 044 950  | Macédoine (0,774) |
| 16e        | Araucanie           | Temuco            | 0,770    | 957 224    | Macédoine (0,774) |